# Bowling Green (Virginia)
Bowling Green es una localidad del Condado de Caroline, Virginia, Estados Unidos. Según el censo de 2000 tenía una población de 936 habitantes y una densidad de población de 227.3 hab/km².

## Demografía
Según el censo de 2000, había 936 personas, 387 hogares y 212 familias residiendo en la localidad. La densidad de población era de 227,3 hab./km². Había 425 viviendas con una densidad media de 103,2 viviendas/km². El 80,13% de los habitantes eran blancos, el 18,38% afroamericanos, el 0,53% amerindios, el 0,32% de otras razas y el 0,64% pertenecía a dos o más razas. El 1,92% de la población eran hispanos o latinos de cualquier raza.
Según el censo, de los 387 hogares en el 22,5% había menores de 18 años, el 40,6% pertenecía a parejas casadas, el 11,4% tenía a una mujer como cabeza de familia, y el 45,0% no eran familias. El 39,8% de los hogares estaba compuesto por un único individuo, y el 20,9% pertenecía a alguien mayor de 65 años viviendo solo. El tamaño promedio de los hogares era de 2,10 personas y el de las familias de 2,81.
La población estaba distribuida en un 17,1% de habitantes menores de 18 años, un 5,7% entre 18 y 24 años, un 22,9% de 25 a 44, un 21,7% de 45 a 64, y un 32,7% de 65 años o mayores. La media de edad era 48 años. Por cada 100 mujeres había 69,6 hombres. Por cada 100 mujeres de 18 años o más, había 66,9 hombres.
Los ingresos medios por hogar en la localidad eran de 32.250 dólares ($), y los ingresos medios por familia eran 49.792 $. Los hombres tenían unos ingresos medios de 30.750 $ frente a los 25.341 $ para las mujeres. La renta per cápita para la ciudad era de 20.223 $. El 14,2% de la población y el 8,5% de las familias estaban por debajo del umbral de pobreza. El 13,7% de los menores de 18 años y el 22,6% de los habitantes de 65 años o más vivían por debajo del umbral de pobreza.

## Geografía
Según la Oficina del Censo de los Estados Unidos, Bowling Green tiene un área total de 4,2 km² de los cuales 4,1 km² corresponden a tierra firme y 0,1 km² a agua. El porcentaje total de superficie con agua es 1,24%.